# Buch (Elbe)
Buch (Elbe) este o comună din landul Saxonia-Anhalt, Germania.
1. ↑  GeoNames